# Tumulus de l'île de Lake Ridge

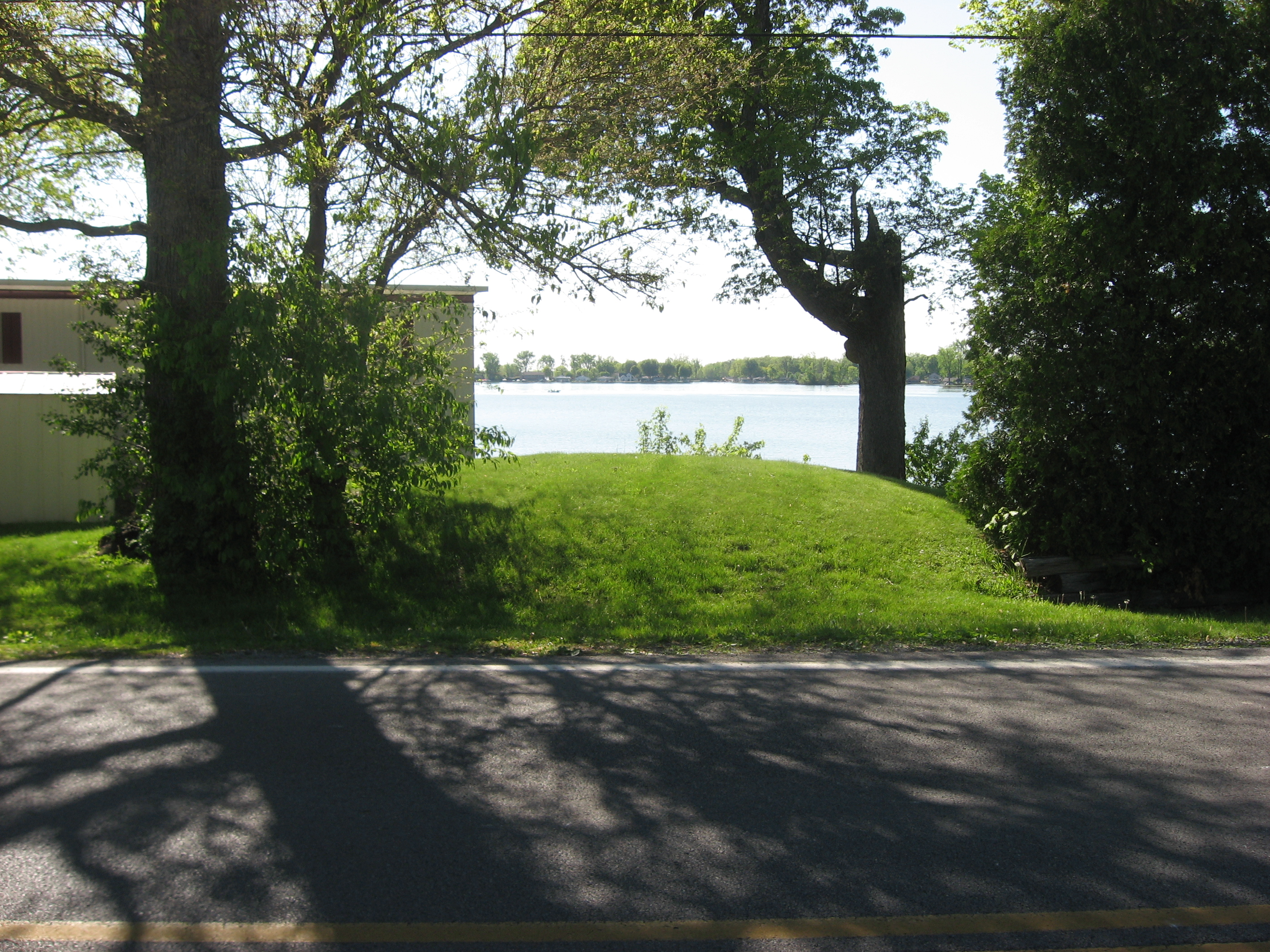
Un des tumulus de l'île de Lake Ridge, côté Est de l'île.

Les tumulus de l'île de Lake Ridge (également connus sous le nom de Wolf Mounds I-IV ) sont un groupe de quatre petites collines ou monticules dans le comté de Logan, Ohio, aux États-Unis, qui sont probablement des tumulus amérindiens de la culture Hopewell. 
Ils n'ont pas encore été fouillés. Ils sont inscrits depuis 1974 au registre national des lieux historiques.

## Histoire et description
Situés sur une étendue d'environ deux hectares à l'extrémité nord de l'île Lake Ridge dans le lac Indian, les monticules ou tumulus sont près du village de Russells Point dans l'angle sud-est du canton de Stokes. La State Route 368 passe à une courte distance à l'est des monticules, faisant même un détour pour les éviter. 
Les quatre tumulus de l'île sont petits, n'atteignant pas une hauteur supérieure à  3 pieds (0,9144 m) ni un diamètre supérieur à 40 pieds (12,192 m). D'assez petite taille, ils pourraient passer pour des collines naturelles. 
Une étude archéologique du comté de Logan, publiée en 1914, a révélé un groupe de monticules sur la rive sud-est du lac Indian, mais aucun monticule sur l'île Lake Ridge n'a été observé par cette enquête. Le monticule de l'étang Dunns, situé dans la communauté de Moundwood, à une courte distance au sud de l'île Lake Ridge, est typique des monticules étudiés dans le cadre du relevé ; il est nettement plus grand que les monticules de l'île Lake Ridge. 
Un rapport établi dans les années 1970 indique que les monticules de l'île Lake Ridge sont des sites archéologiques possibles, affirmant qu'ils ressemblent à de petits monticules de la culture Hopewell connus ailleurs dans l'Ohio. Ce rapport observe que les monticules sont alors en « excellent » état, n'ayant jamais été pillés par des chercheurs d'artéfacts. Ce même rapport suggère qu'ils ont dû être édifiés par de petits groupes de la culture Hopewell isolés par le temps ou la distance des centres d'influence Hopewell. En tant que petits monticules, ils ont été évalués comme étant potentiellement importants pour révéler les origines et la disparition du Hopewell dans le Midwest des États-Unis. 
Pour cette raison, les monticules ont été inscrits au registre national des lieux historiques en tant que site historique en 1974, avec le Dunns Pond Mound. Ils sont le seul site historique du comté de Logan. En proposant les monticules pour inscription, la Société historique de l'Ohio note que l'emplacement des monticules dans le parc d'État d'Indian Lake est important pour l'enseignement et la diffusion du savoir archéologique. Elle espère que les visiteurs du parc prendront conscience de l'importance des monticules et chercheront par conséquent à préserver les sites archéologiques similaires sur leurs propres propriétés.

## Sources
- (en) Cet article est partiellement ou en totalité issu de l’article de Wikipédia en anglais intitulé « Lake Ridge Island Mounds » (voir la liste des auteurs).